# Эфаль
Региональный совет Эфаль  (ивр. מועצה אזורית אפעל‎) — расформированный в начале 2008 года региональный совет в Тель-авивском округе Израиля. Площадь 5,5 км². Население 4100 человек. Плотность населения 745,45 человек на км².
Региональный совет был основан в 1950-м году под названием «Районный совет Оно», с райцентром Кфар-Оно. После присвоения Кфар-Оно статуса города, региональный совет был переименован в «Эфаль», и продолжал включать в себя поселки городского типа Рамат-Эфаль и Рамат-Пинкас, сельскохозяйственное поселение Кфар-Азар и прилегающие территории. Территория регионального совета Эфаль граничила со следующими городами: на севере — Кирьят-Оно, Гиват-Шмуэль; на западе — Рамат-Ган, Гиватаим, Тель-ха-Шомер; на юге — Ор-Йехуда; на востоке — Кирьят-Оно, Савьон и региональный совет Южный Шарон.

## Расформирование совета
Несмотря на экономическое благополучие жителей района, финансовое управление его было плохим. 1-го марта 2007 года МВД Израиля приняло решение о расформировании регионального совета Эфаль. Рамат-Пинкас был переведен в ведение муниципалитета Ор-Йехуды, Рамат-Эфаль и Кфар-Азар — стали районами города Рамат-Ган, сельскохозяйственные территории были частично переданы для будущей застройки муниципалитету Кирьят-Оно, а частично — включены в территорию заповедника «Аялон». Расформирование вступило в силу в начале 2008 года.